# Kulturåret 1767

## Födda
- 1 februari – Ulrika Melin (död 1834), svensk textilkonstnär.
- 24 april – Jacques-Laurent Agasse (död 1849), schweizisk konstnär.
- 8 september – August Wilhelm Schlegel (död 1845), tysk författare.
- 25 oktober – Benjamin Constant (död 1830), fransk författare och politiker.
- 30 november – Johan Åström (död 1844), svensk präst och psalmdiktare.

## Avlidna
- 20 januari – Étienne de Silhouette (född 1709), fransk politiker. förknippas med konstformen som vi idag benämner silhuett.
- 25 juni – Georg Philipp Telemann (född 1681), tysk tonsättare.
- 15 juli – Michael Bruce (född 1746), skotsk poet och psalmförfattare.